# Malax

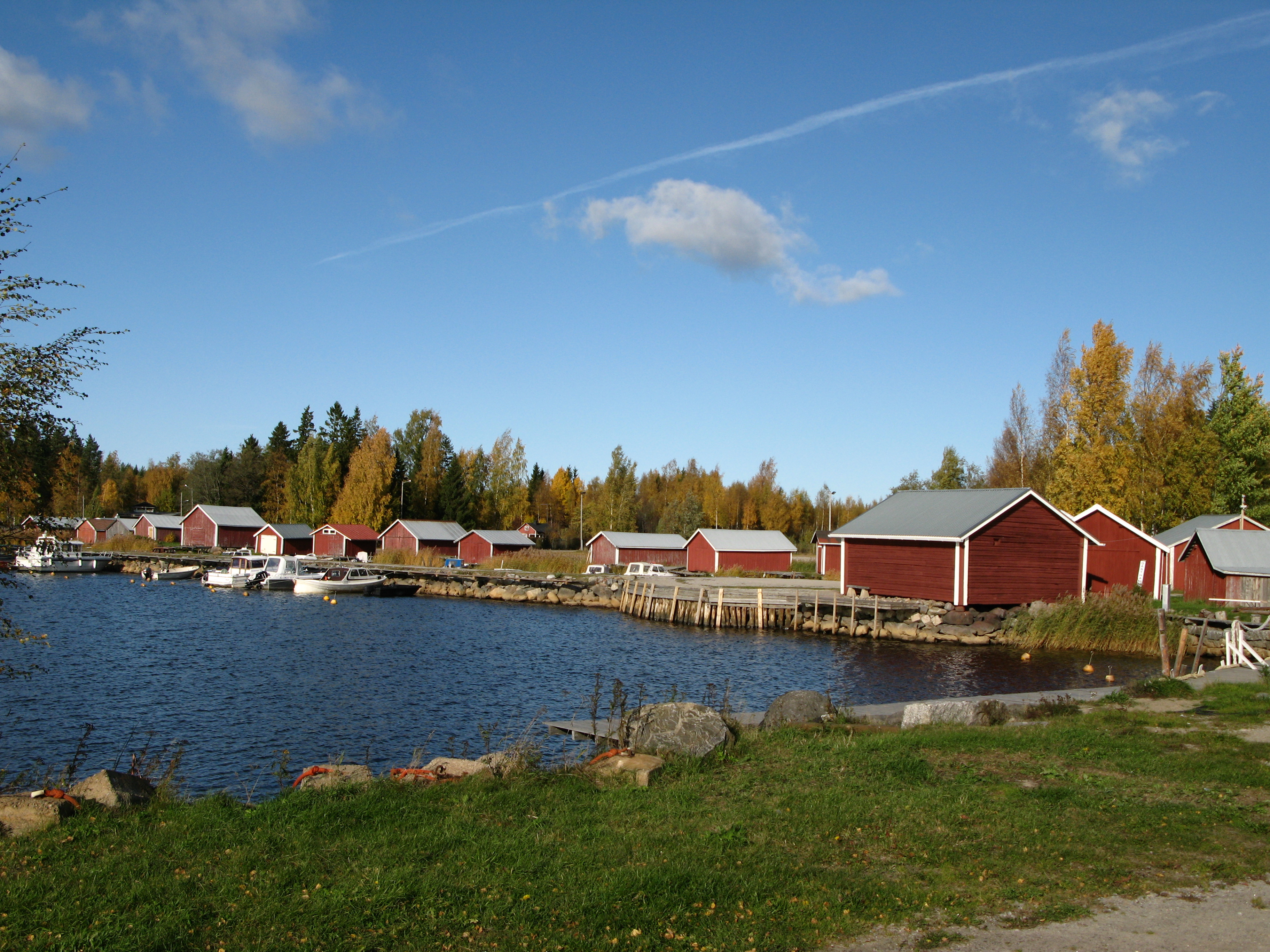

Malax (Maalahti en finnois) est une municipalité de l'ouest de la Finlande dans la région d'Ostrobotnie, sur la côte du Golfe de Botnie.

## Histoire
À la fin du Moyen Âge, le petit village de Malax fait partie de la grande paroisse de Korsholm. Il n'en est séparé qu'en 1607, devenant une paroisse autonome.
L'église principale est reconstruite en 1829.
Pendant des siècles, la vie des habitants de Malax, quasi exclusivement suédophones, est rythmée par la pêche et l'agriculture.
En 1973, la municipalité rurale de Petalax (Petolahti) et la commune insulaire de Bergö sont rattachées à Malax, qui accroît alors sa population de 65 %.
Aujourd'hui, en l'absence d'industrie significative, l'économie de la commune s'est largement tertiarisée, avec une subsistance assez forte de l'agriculture. La population est en très légère baisse (-5 % en 20 ans de 1987 à 2007), mais reste toujours aussi fortement à majorité suédophone.

## Géographie
L'actuelle Malax est le fruit de la fusion de communes de 1973. Elle présente assez peu d'unité. À l'agglomération de Malax et Övermalax s'ajoute le village de Petalax (15 km au sud-ouest) et la communauté insulaire de Bergö (500 habitants), accessible en bac depuis la municipalité voisine de Korsnäs.
Le relief est pratiquement absent du paysage, la forêt et les champs alternant de manière assez régulière.
Vaasa, la capitale provinciale, se situe à environ 20 km au nord de Malax centre. La nationale 8, le grand axe routier de l'Ouest du pays, traverse la commune, longeant sa bordure orientale.
Les municipalités limitrophes sont Närpes au sud, Korsnäs au sud-ouest, Vaasa au nord, Korsholm au nord-est, Laihia à l'est et Jurva au sud-ouest (Ostrobotnie du Sud).

## Jumelages
La municipalité de Malax est jumelée avec :
- Mörbylånga (Suède)
- Leksvik (Norvège)